# سيرهي شابتالا
سيرهي شابتالا (بالأوكرانية: Шаптала Сергій Олександрович)‏ (و. 1973  م) هو عسكري أوكراني، يرأس هيئة الأركان العامة الأوكرانية منذ 28 يوليو 2021، يحمل رتبة فريق.